# تشارلز هاوورث
تشارلز هاوورث (بالإنجليزية: Charles Haworth)‏ هو عداء مسافات طويلة أمريكي، ولد في 25 أغسطس 1906، وتوفي في 4 أغسطس 1986.

## وصلات خارجية
- تشارلز هاوورث على موقع أوليمبيديا (الإنجليزية)